# كهريز (ميانة)
كهريز هي قرية في مقاطعة ميانة، إيران. عدد سكان هذه القرية هو 174 في سنة 2006.